# Suricata suricatta
O suricata (Suricata suricatta), também conhecida como suricate ou suricato, é uma espécie de mamífero da família Herpestidae. É a única espécie descrita para o gênero Suricata. Pode ser encontrada na África do Sul, Botsuana, Namíbia e Angola. Estes animais têm cerca de meio metro de comprimento (incluindo a cauda), em média 730 gramas de peso, e pelagem acastanhada. Os suricatas alimentam-se de pequenos artrópodes, principalmente escaravelhos e aranhas. Têm garras afiadas nas patas, que lhes permitem escavar a superfície do chão e tem dentes afiados para penetrar nas carapaças quitinosas das suas presas. Outra característica distinta é a sua capacidade de se elevarem nas patas traseiras, utilizando a cauda como terceiro apoio.

## Etimologia
O nome suricata vem do francês "suricate", cuja etimologia é desconhecida, assume-se que venha de uma língua da África meridional.

## Descrição

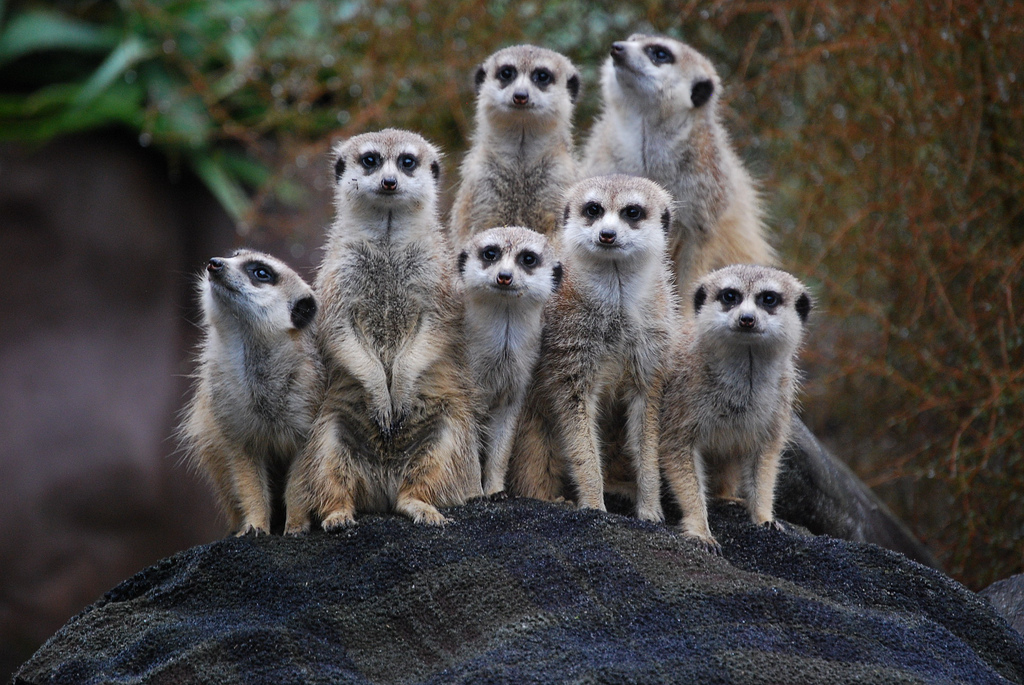
Um grupo de suricatas no Zoo de Auckland.

Possuem listras paralelas em suas costas, que se estendem desde a base da cauda até os ombros. Os padrões de listras são únicos para cada suricata.

## Ecologia
Os suricatas são exclusivamente diurnos e vivem em colónias de até 40 indivíduos, que constroem um complicado sistema de túneis no subsolo, onde permanecem durante a noite. Têm uma longevidade entre 5 a 12 anos, atingindo até aos 15 em cativeiro. Dentro do grupo, os animais revezam-se nas tarefas de vigia e proteção das crias da comunidade. O sistema social dos suricata é complexo e inclui uma linguagem própria que parece indicar, por exemplo, o tipo de um predador que se aproxima. Atingem a maturidade sexual com um ano de idade, podendo ter de três a cinco filhotes por ninhada. Podem ter até quatro ninhadas por ano. Se reproduzem em qualquer época do ano, mas a maioria dos nascimentos ocorrem nas estações mais quentes. Estudos mostram que os suricatas são capazes de ensinar ativamente suas crias a caçarem, um método semelhante à capacidade humana de ensinar. As suricata desenvolveram um modo específico de enfrentar cada predador, no caso de aves de rapina, escondem-se dentro das galerias, no caso de chacal ou hiena, irão tentar afugentá-lo com sombras e barulhos, no caso de cobra irão lutar com ela e até mesmo comê-la.

### Dieta.
As suricatas são carnívoras e alimentam-se principalmente de pequenos artrópodes como larvas de escaravelho, e borboletas, mas também milípedes, aranhas, anfíbios, e aves pequenas. As crias de suricata com mais de 2 meses são ensinadas a caçar por "professoras" em "escolas", ao fim de algumas semanas de treino, as suricatas já conseguem caçar presas como escorpiões e najas, que são as suas presas preferidas, aos quais estão imunizadas.